# Bartolomeo Bon
Bartolomeo Bon (également orthographié Buon) né à Venise à une date inconnue, probablement à la fin du XIVe siècle et mort à Venise après 1464, est un architecte et un sculpteur italien qui a été surtout actif à Venise de 1421 à 1464.

## Biographie
Issu d'une famille originaire de Campione d'Italia, avec son père Giovanni, Bartolomeo a travaillé essentiellement à Venise : ensemble ils ont terminé la décoration gothique du Ca' d'Oro (1424-1430) et la porte en marbre de la Basilica di Santa Maria dei Frari.
Ils ont également participé à la construction de la Porta della Carta (porte du livre) de la Basilique Saint-Marc (1438-1442).
Bartolomeo Bon a travaillé seul au portail de la Scuola Grande di San Marco (la peinture du tympan est conservée au Victoria et Albert Museum de Londres), ainsi qu'au portail de San Paolo et la Porta della Carta, qui relie le palais des Doges à la basilique Saint-Marc.

## Œuvres
- Ca' d'Oro
- Ca' del Duca
- Scuola San Rocco
- Scuola vecchia  della Misericordia
- Porta della Carta (palais des doges)
- Portail de Giovanni e Paolo
- Portail de la Madonna dell' Orto
- Palazzo dei Camerlenghi
- Palazzo Barbaro
- San Nicolo dei Mendicoli

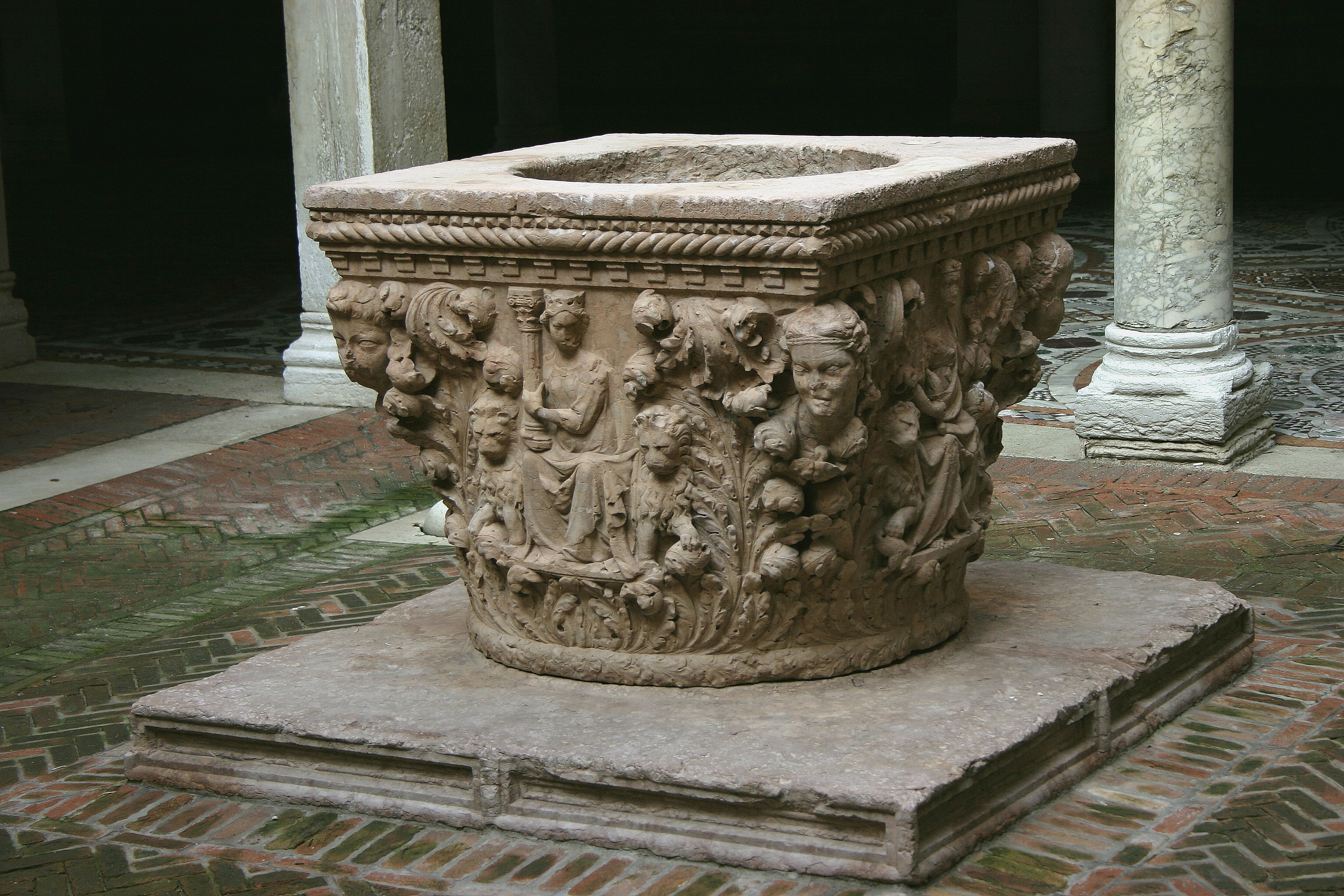
Puit du Ca' d'Oro.
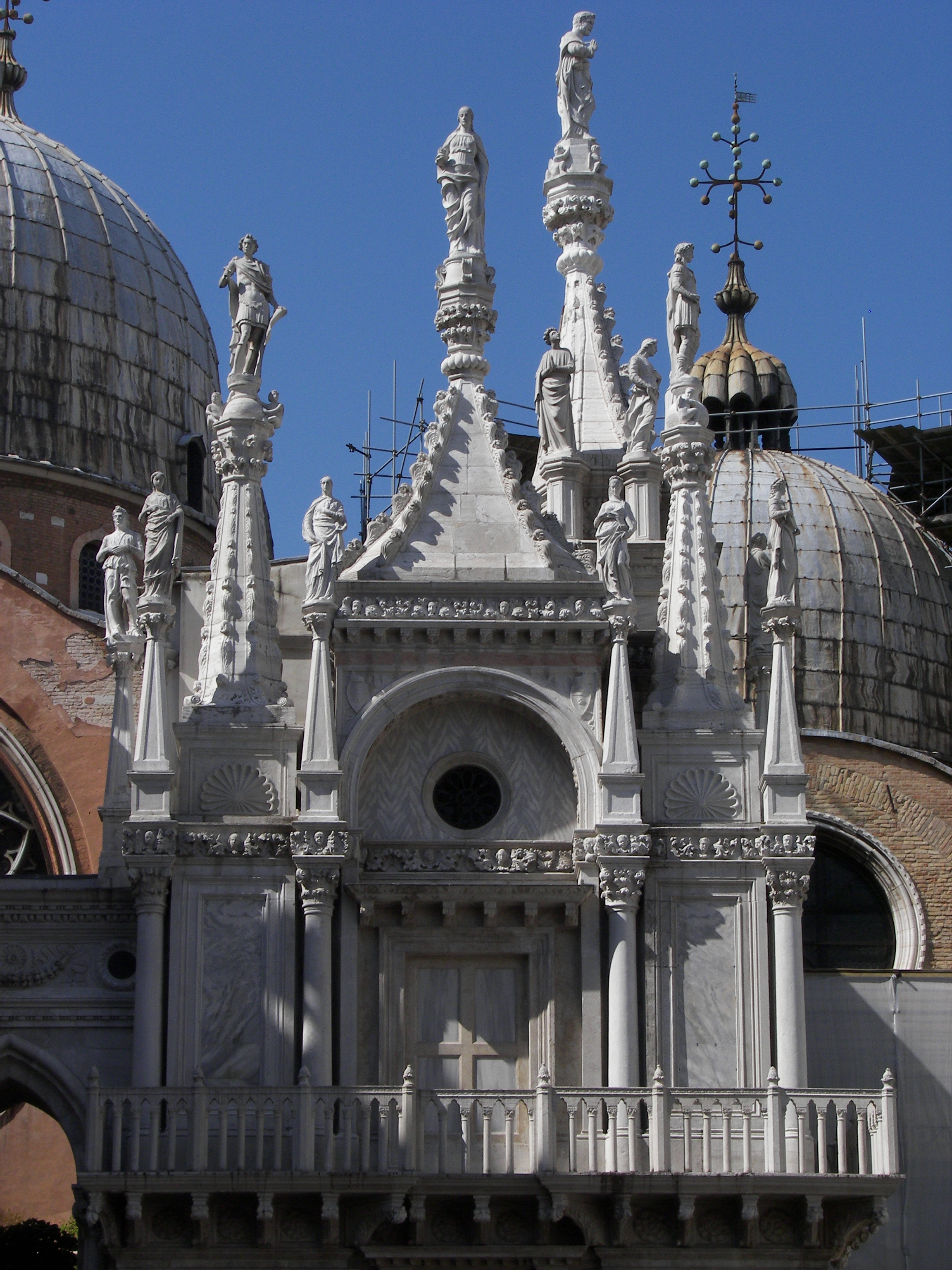
Arc Foscari.
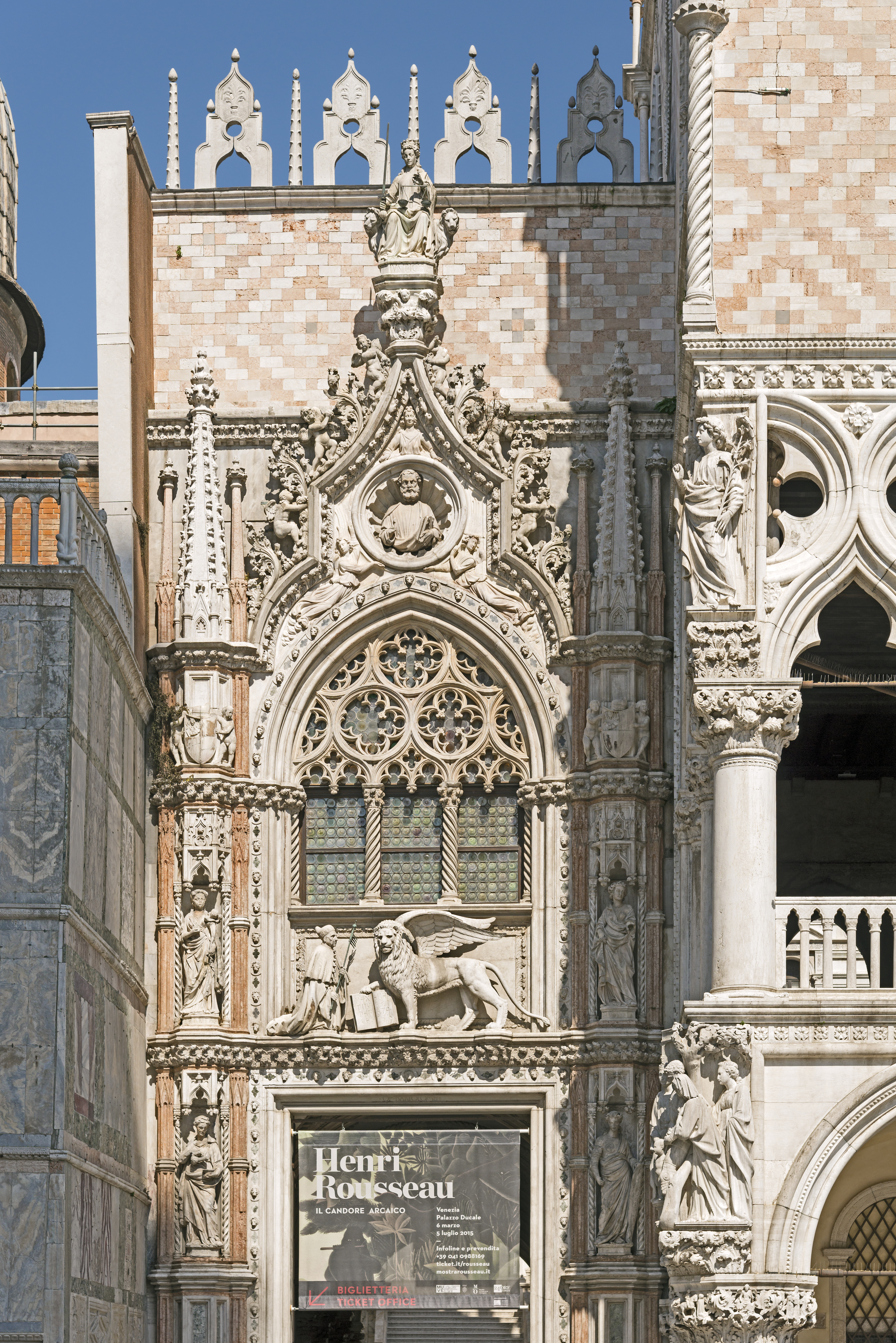
Porta della Carta
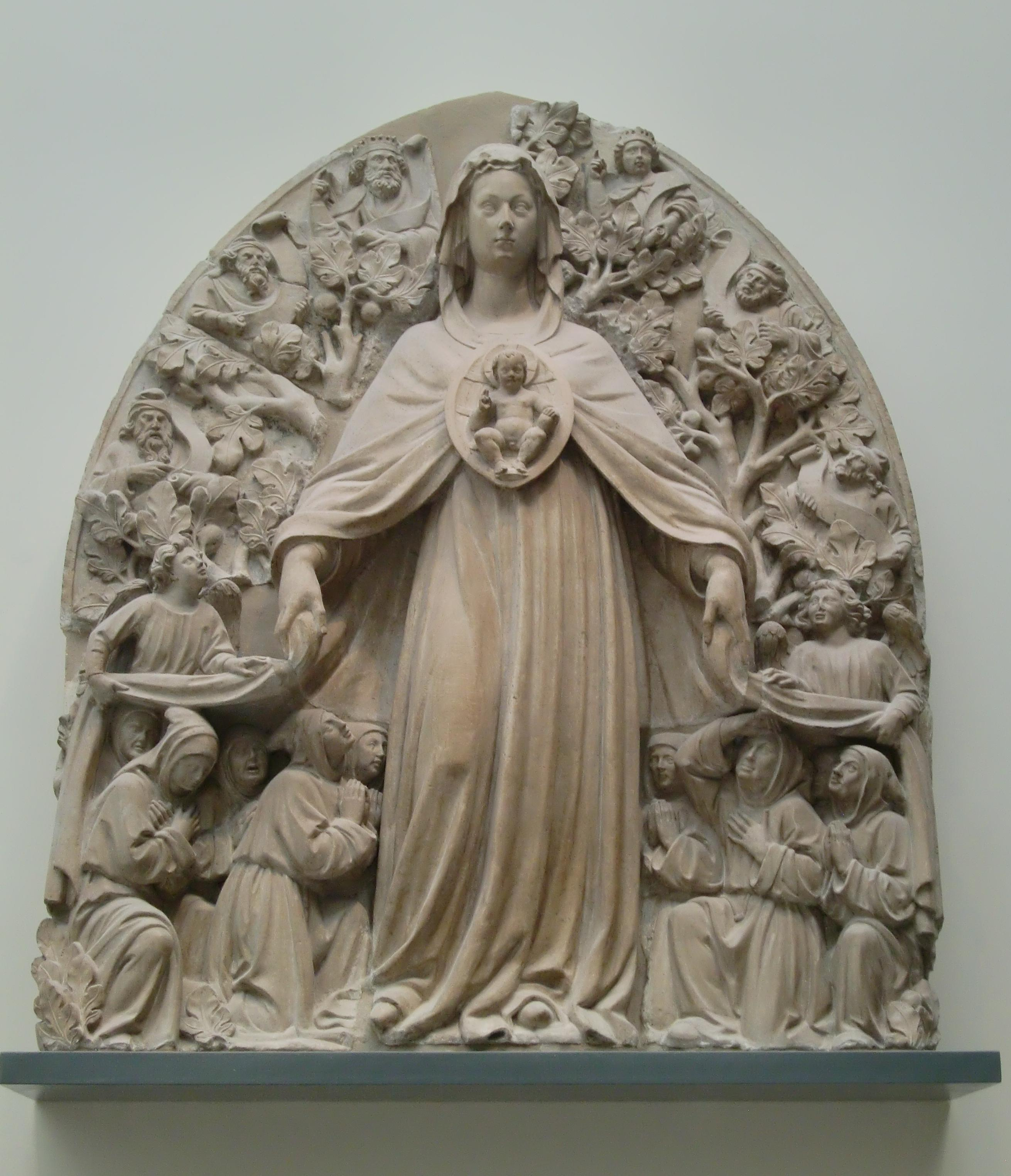
Tympan de la Scuola della Misericordia.
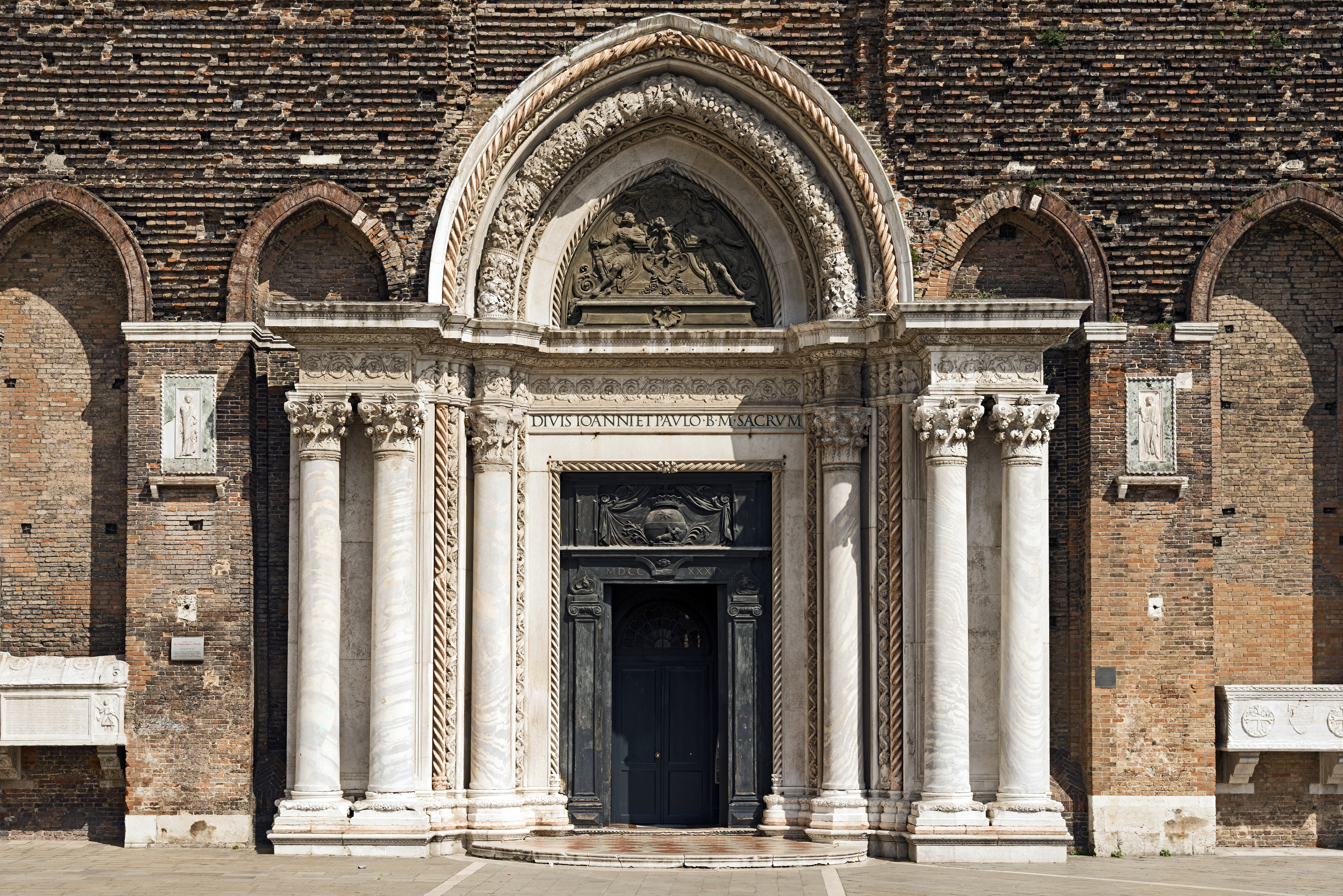
Portail de la basilique Santi Giovanni e Paolo.
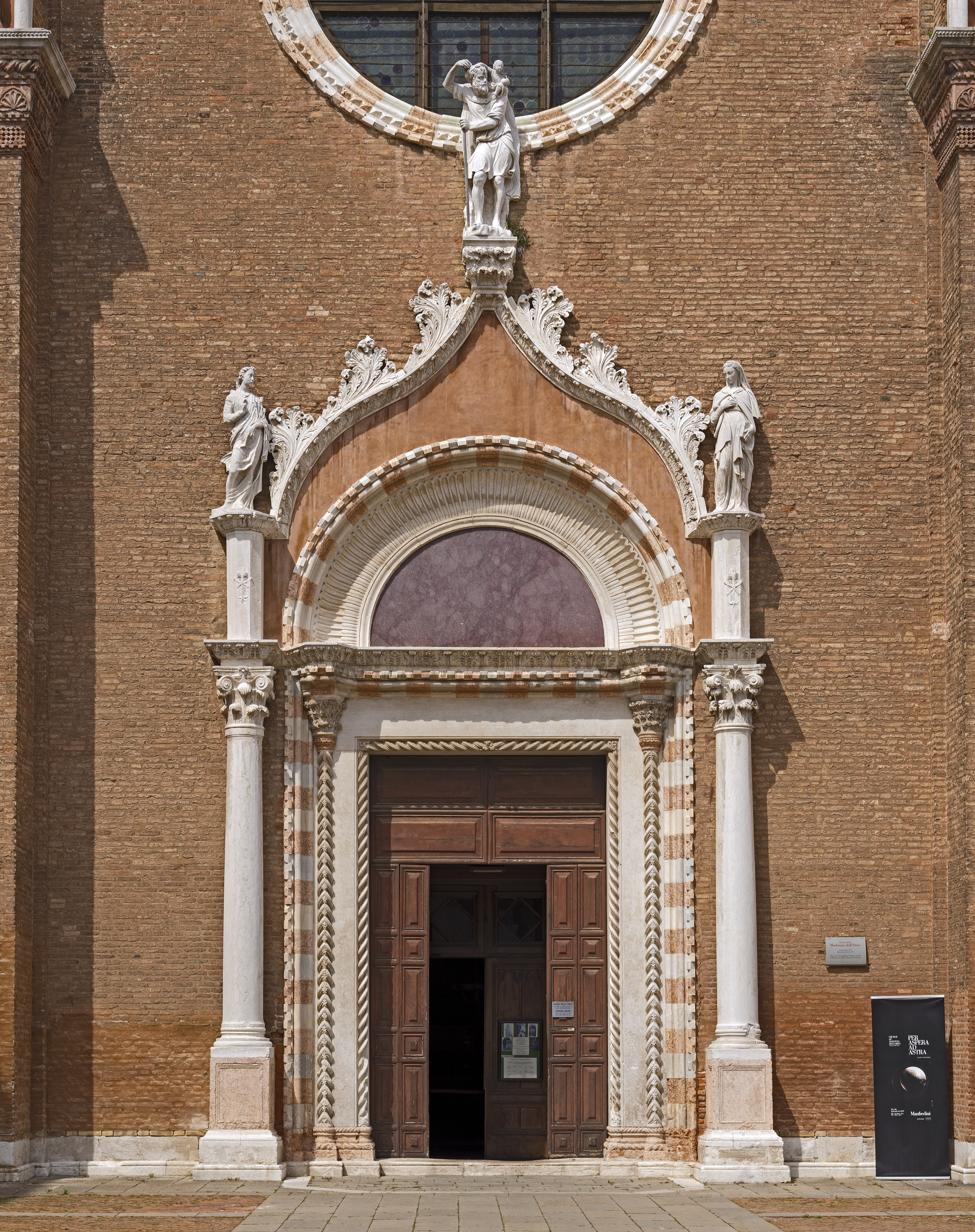
Portail église Madonna dell'Orto.